# Grabowa (Święta Katarzyna)
Grabowa – część wsi Święta Katarzyna w Polsce, położona w województwie  świętokrzyskim, w powiecie kieleckim, w gminie Bodzentyn.
W latach 1975–1998 Grabowa administracyjnie należała do województwa kieleckiego.